# Клавка (роман)
«Клавка» — роман української письменниці Марини Гримич, виданий у травні 2019 року видавництвом «Нора-Друк». Книга стала одним із хітів продажів під час 9-го Міжнародного книжкового фестивалю «Книжковий арсенал» (2019). Авторка планує написати продовження роману. Роман став фіналістом «Книги року ВВС», а Марина Гримич отримала нагороду BookForum Best Book Award у номінації «Сучасна українська проза».

## Сюжет
Дія роману Марини Гримич «Клавка» відбувається у Спілці письменників України та в письменницькому будинку Роліт. Однією з центральних подій роману, довкола якої вибудовується сюжет, є сумнозвісний пленум Спілки, який відбувся 1947 року і увійшов у історію як пленум розгрому української літератури. Особливо гостро критикувалися твори Юрія Яновського та Максима Рильського, але не обійшли й інших письменників. Загалом роман реалістично зображає картину повоєнного літературного життя в Києві, сповненого доносів, заздрощів та страху репресій.
Головна героїня роману, Клавка працює секретаркою Спілки письменників, тож вона стає свідком всіх спілчанських перипетій. Окрім панорами життя повоєнного Києва з живописними описами комунальних квартир, Євбазу та інших київських локацій, в романі присутня і любовна лінія: Клавка опиняється в центрі любовного трикутника — між відповідальним працівником ЦК КП(б)У та молодим письменником, який щойно повернувся з фронту.